# Castilleja
Castilleja is een geslacht uit de bremraapfamilie (Orobanchaceae). Het geslacht kent ongeveer 250 soorten. Het geslacht is genoemd naar Domingo Castilleja. 
Het geslacht werd vroeger ook wel bij de helmkruidfamilie (Scrophulariaceae) ingedeeld.
De determinatie van de planten in dit geslacht wordt als lastig beschouwd, doordat de onderlinge verschillen klein zijn. De planten komen van nature voor in Zuid- en Noord-Amerika.
Een gemeenschappelijk kenmerk is dat de bloemen vrijwel verborgen zijn onder de gekleurde bladen.
Een van de planten in dit geslacht, met de Engelse naam 'Indian paintbrush' (Castilleja mutis) werd op 31 januari 1917 aangenomen als staatsbloem van Wyoming. De plant is half-parasitair op graswortels en andere planten.

## Soorten
Enkele soorten in dit geslacht zijn:

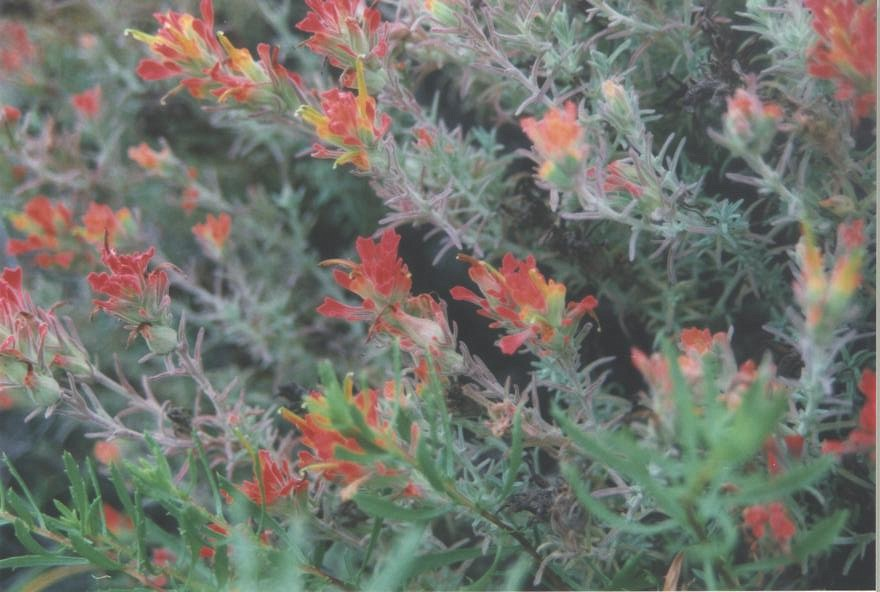
Castilleja affinis
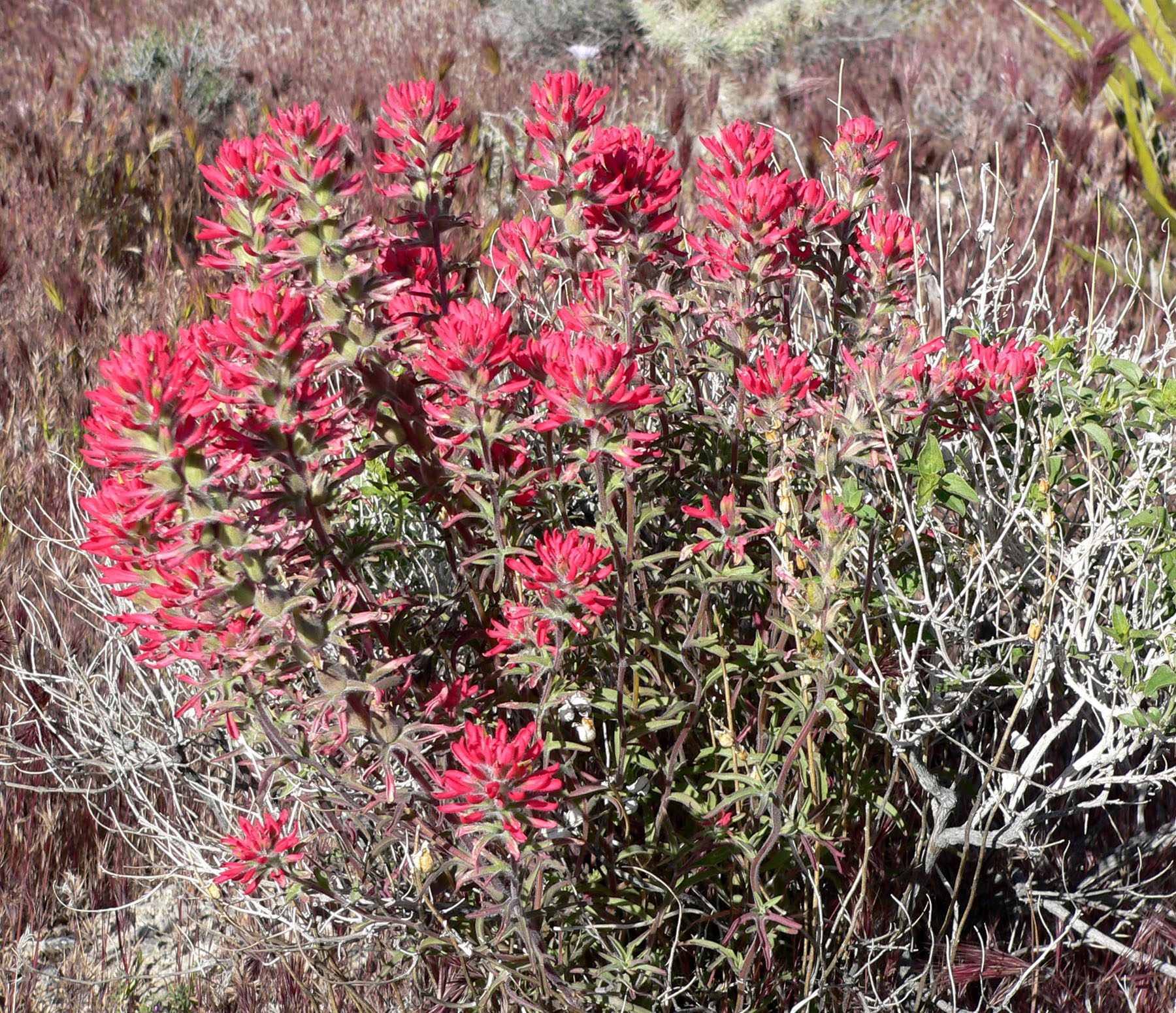
Castilleja angustifolia
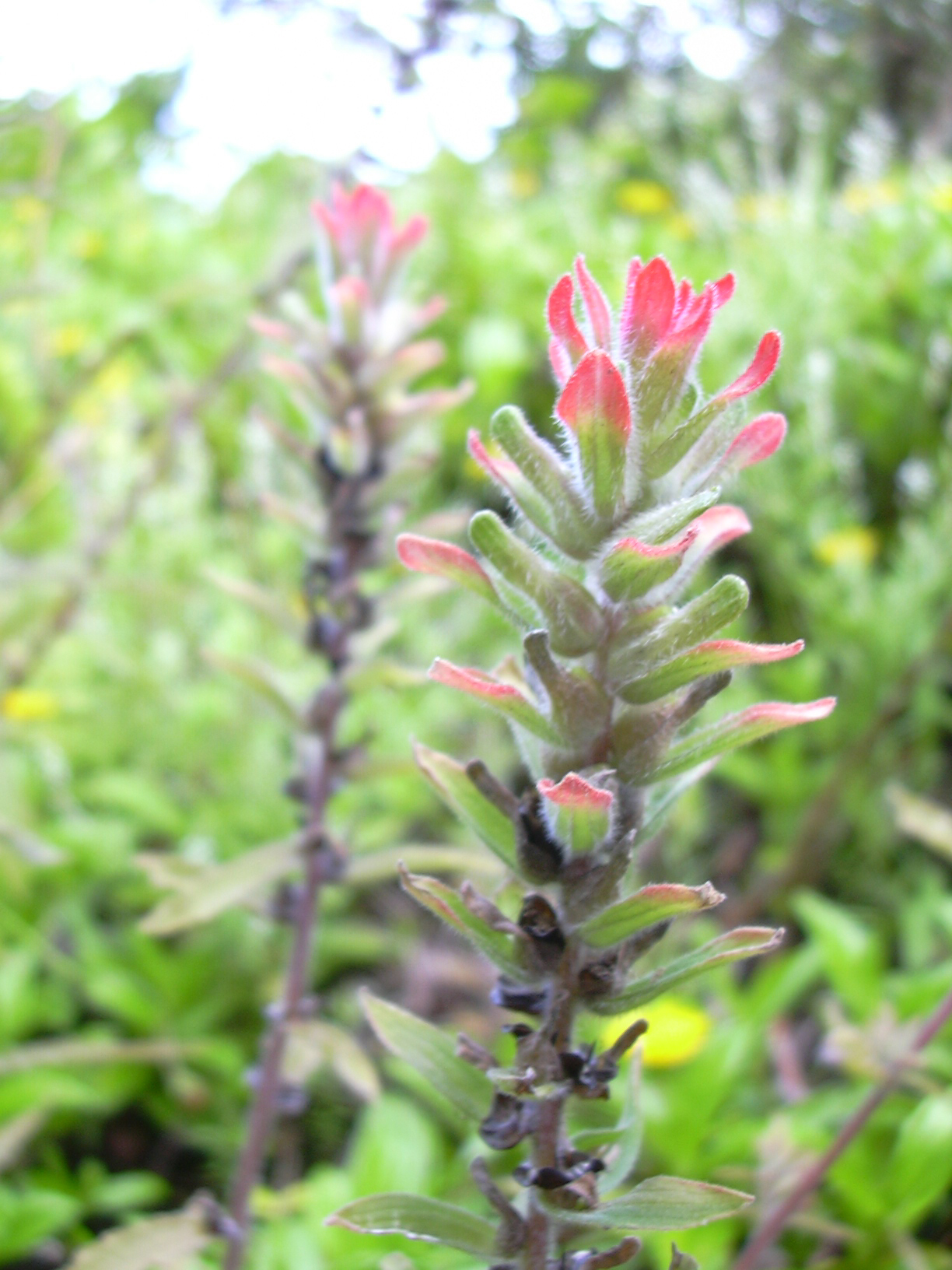
Castilleja arvensis
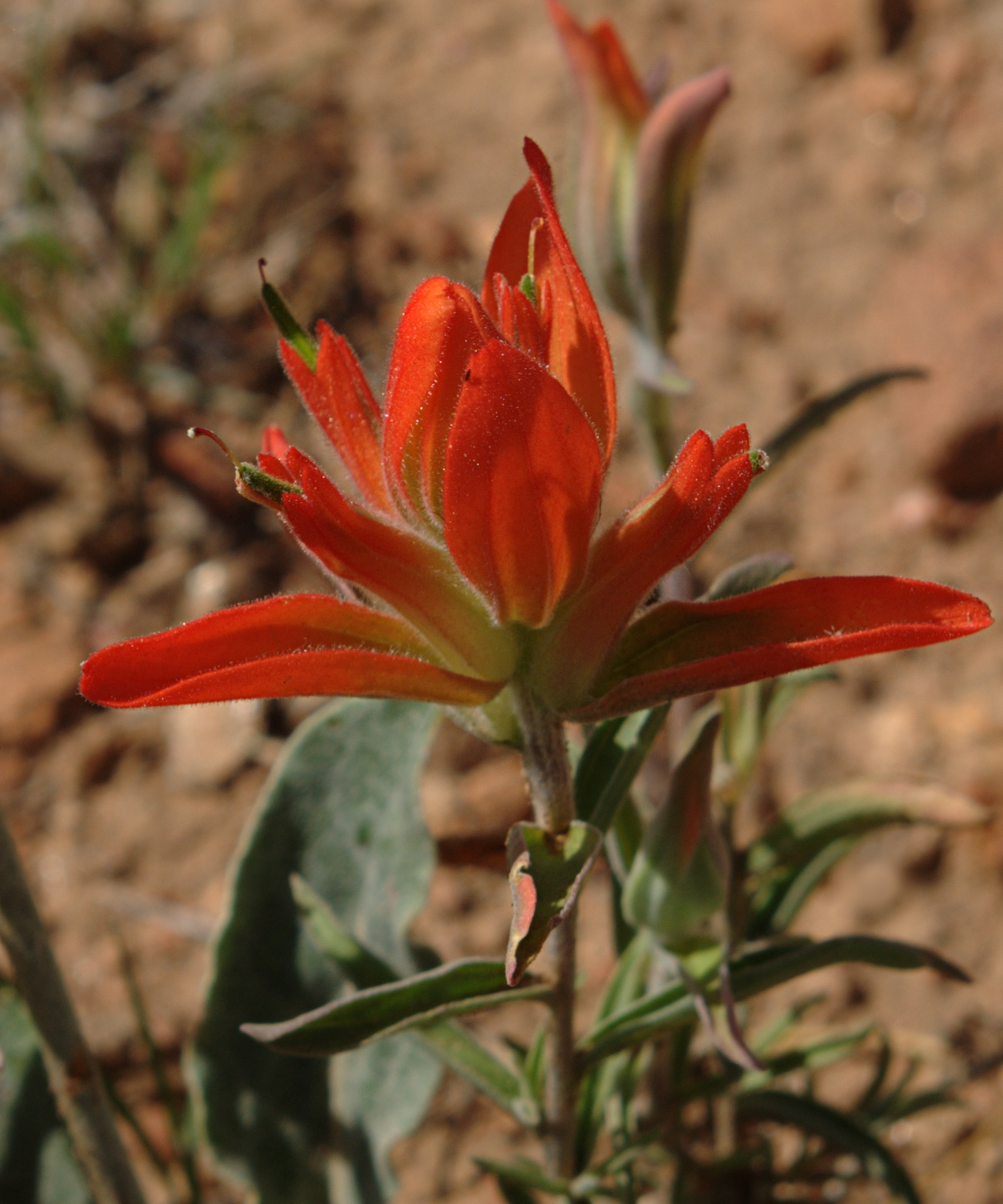
Castilleja integra
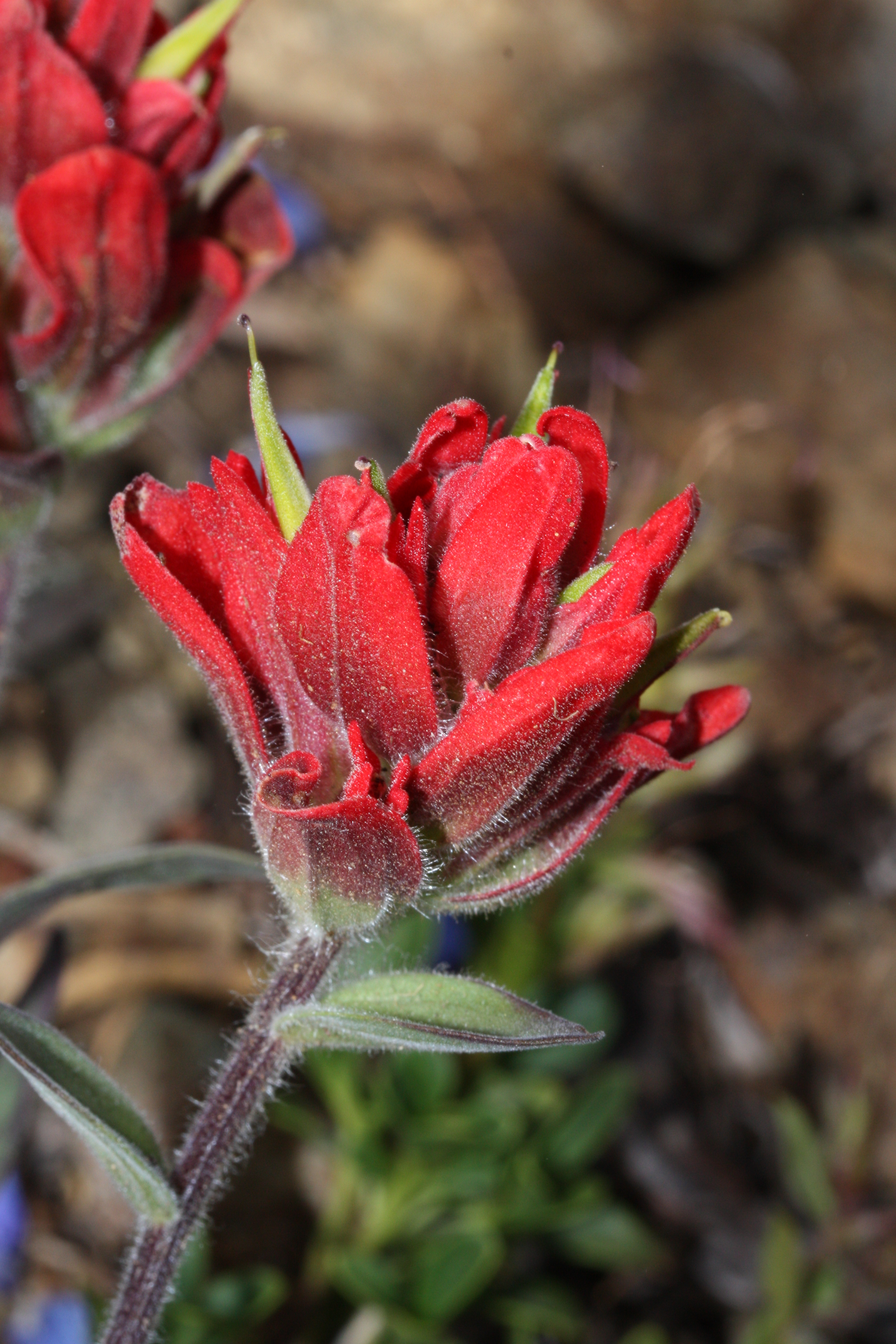
Castilleja elmeri
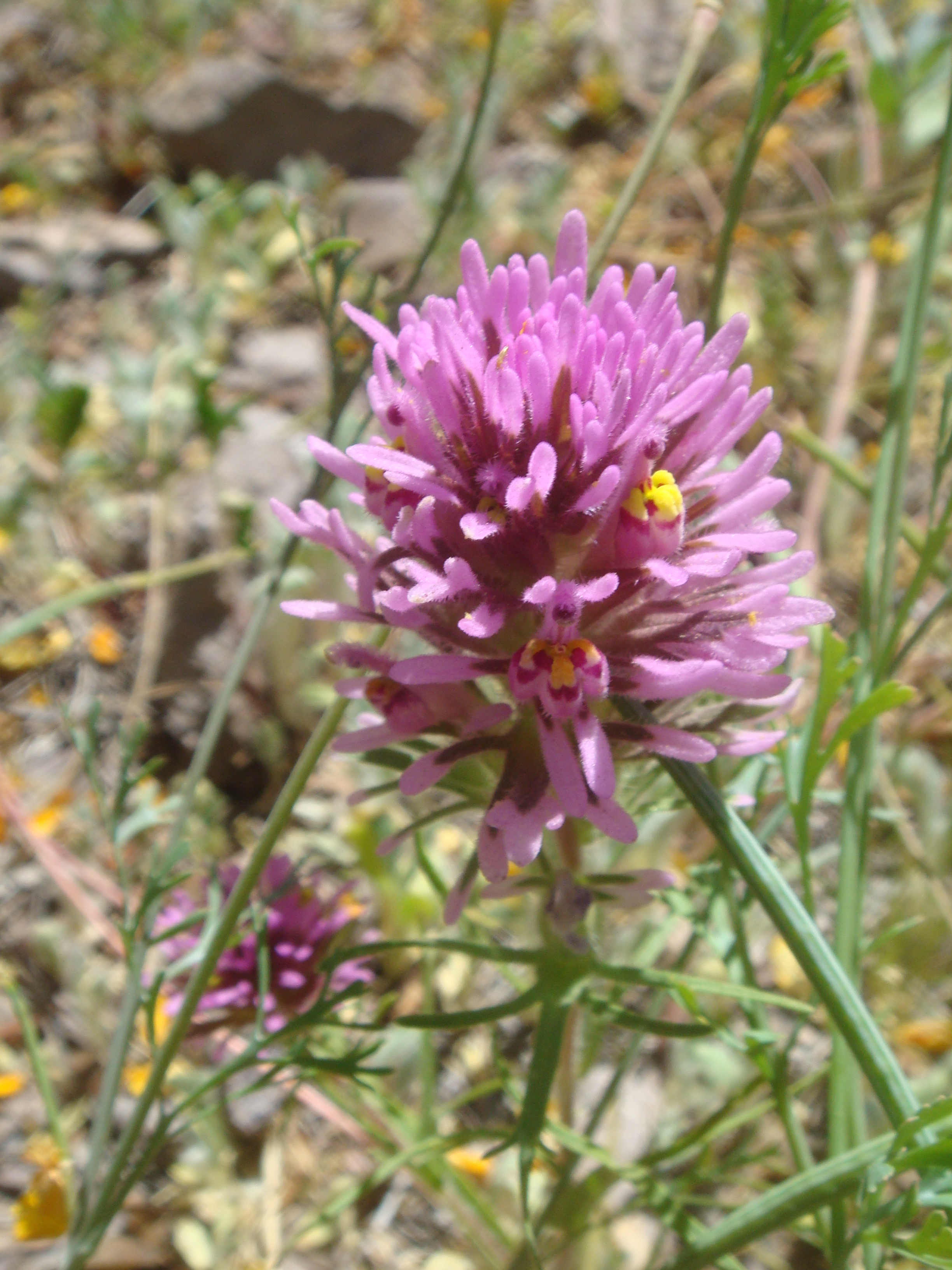
Castilleja exserta
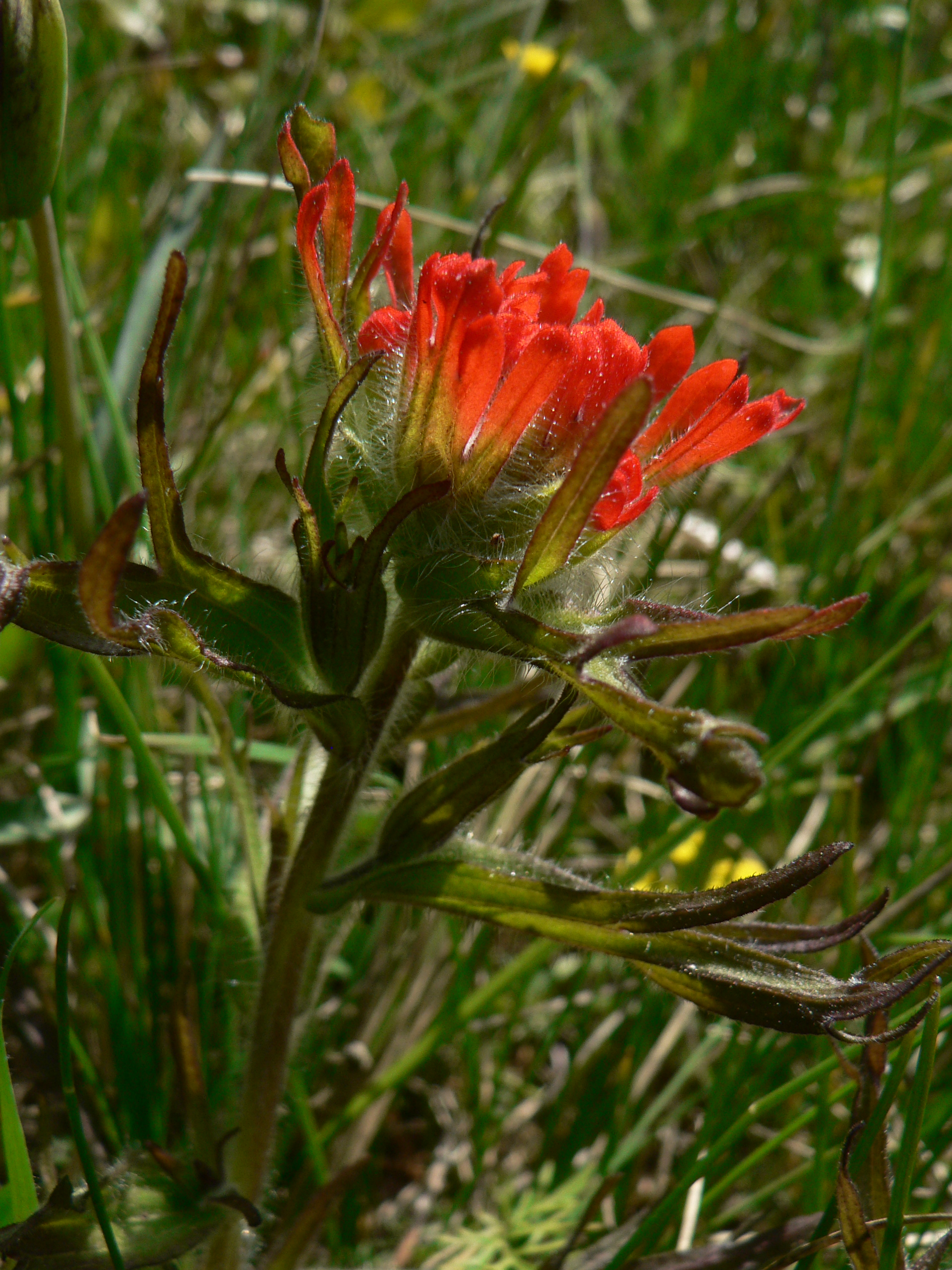
Castilleja lanata
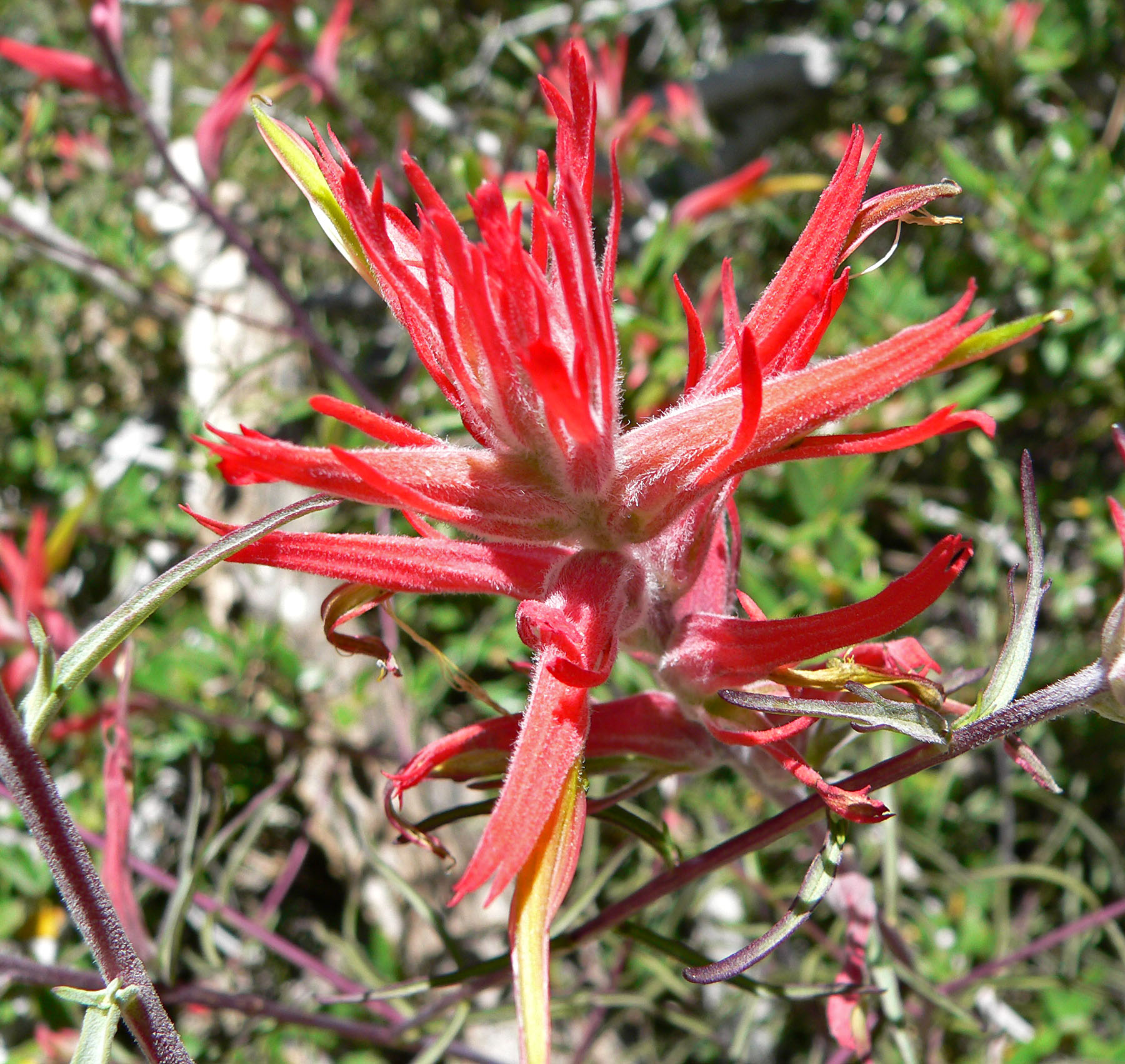
Castilleja linariifolia
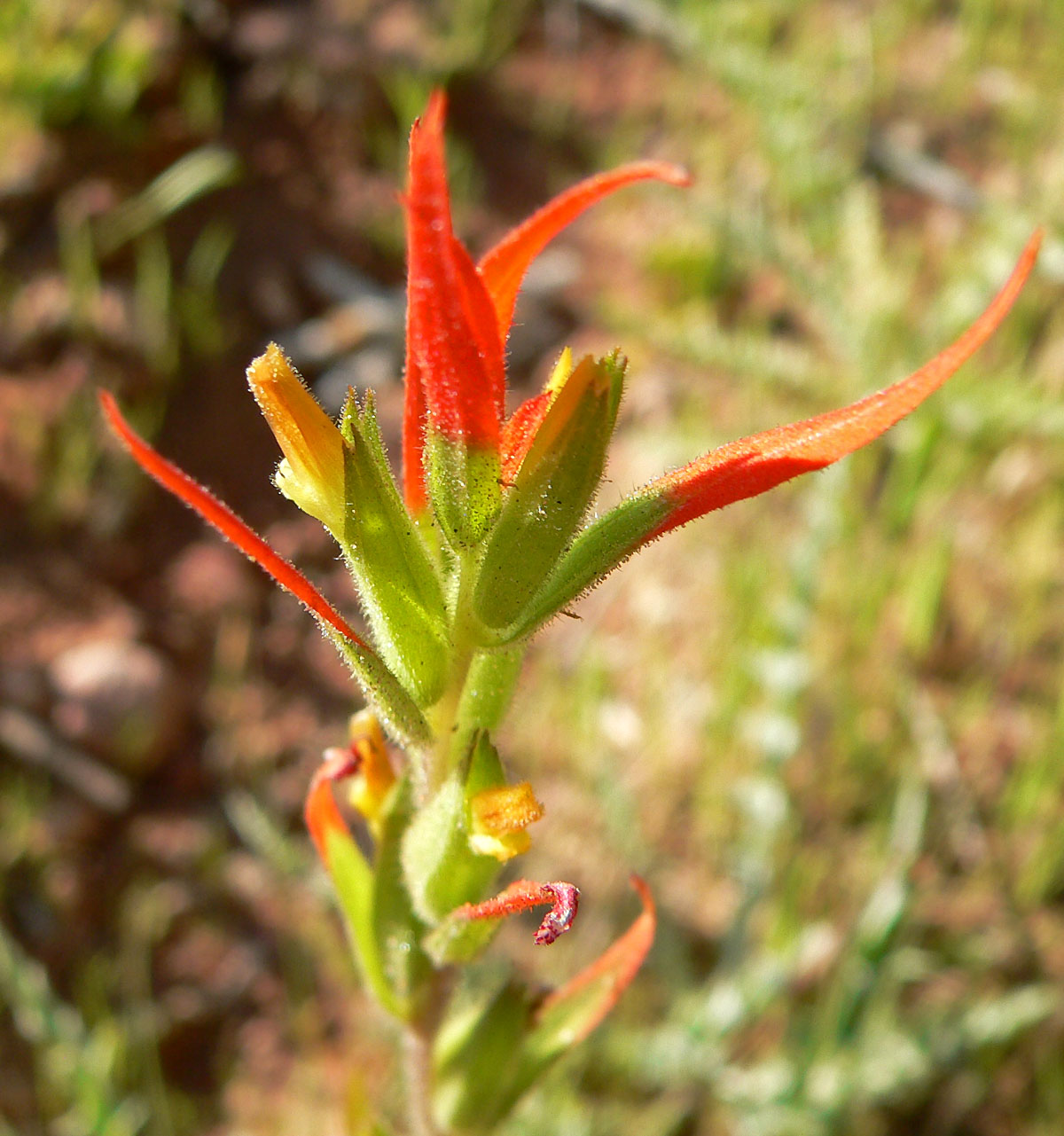
Castilleja minor
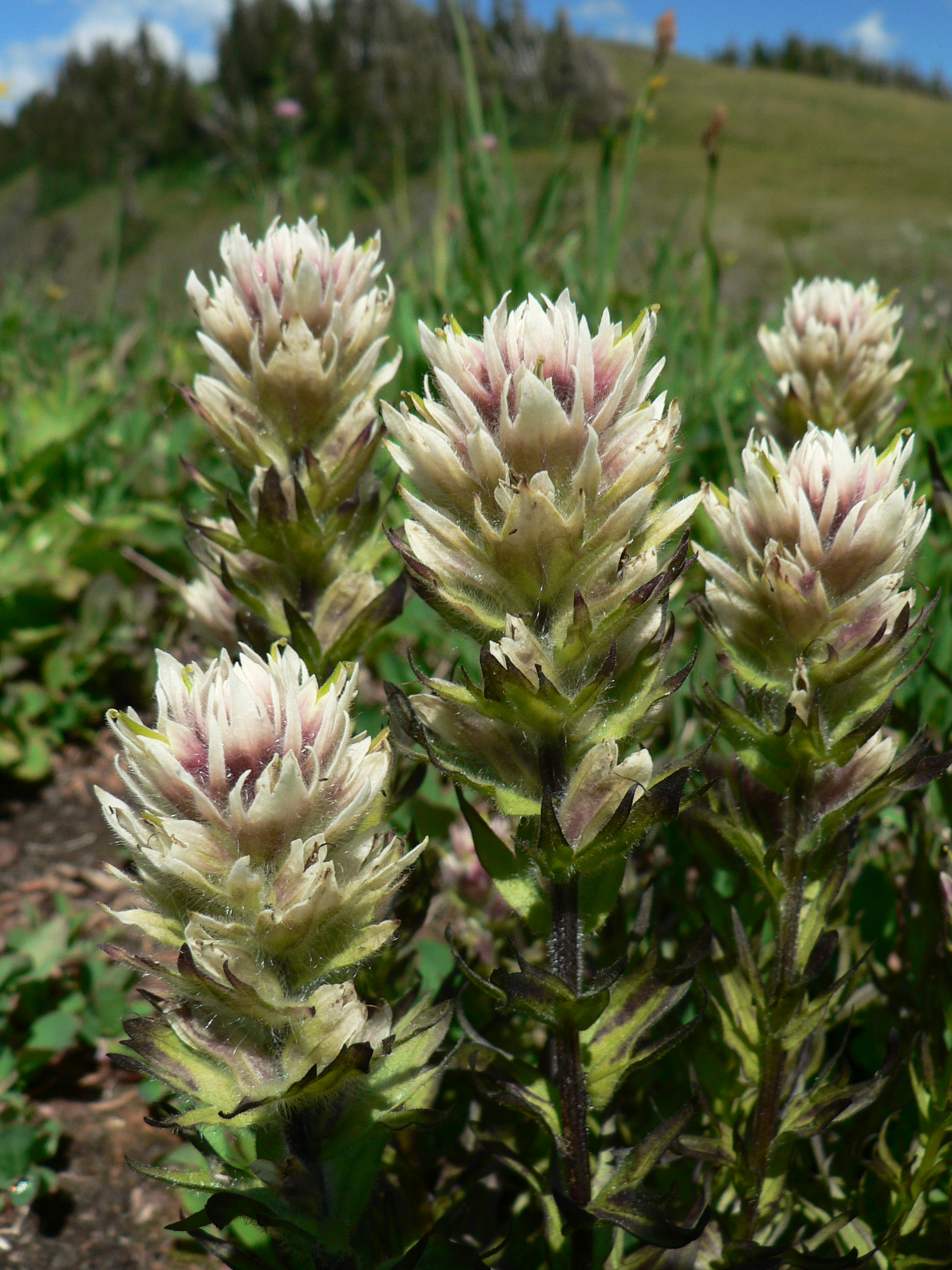
Castilleja parviflora
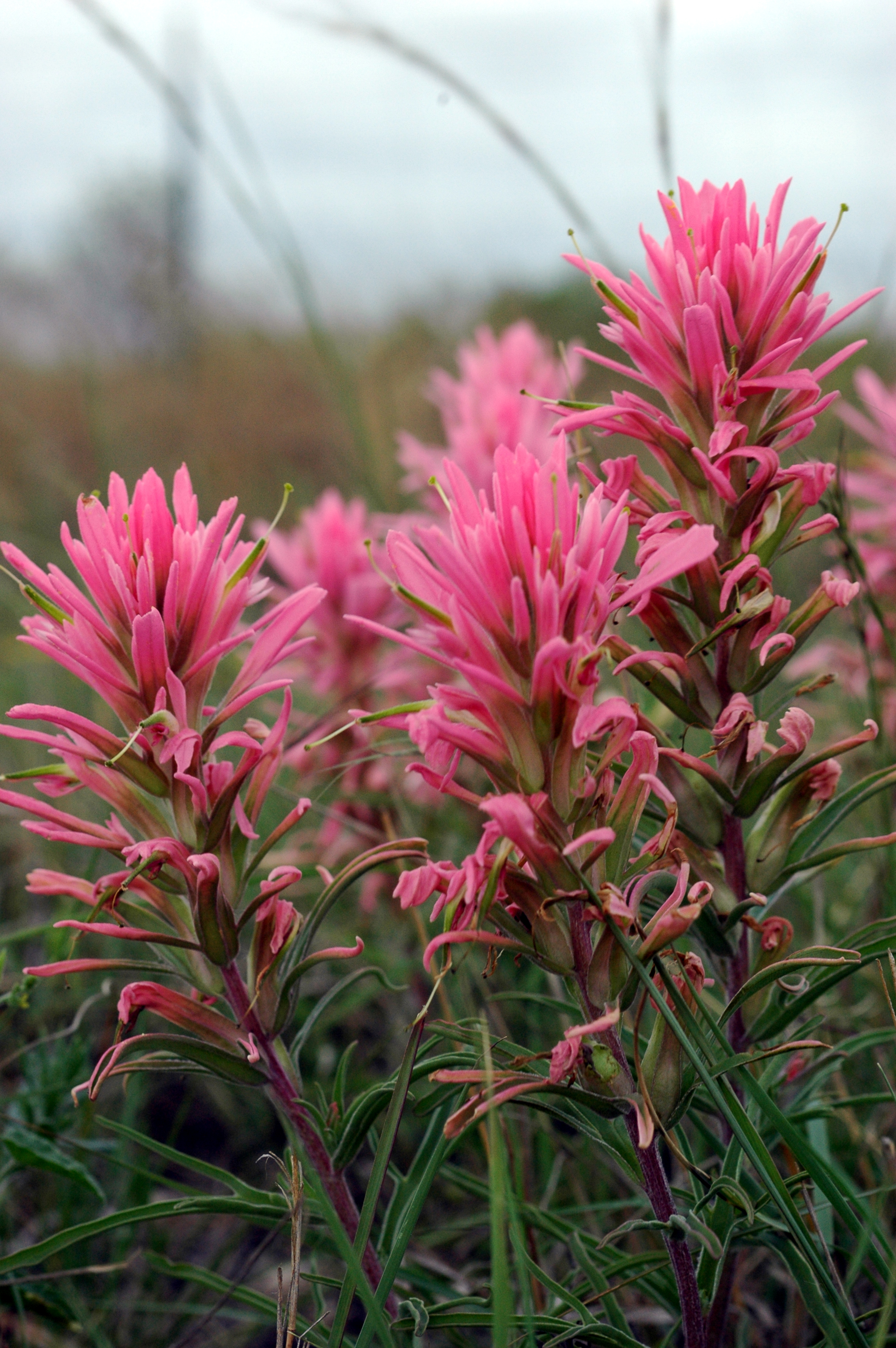
Castilleja sessiliflora
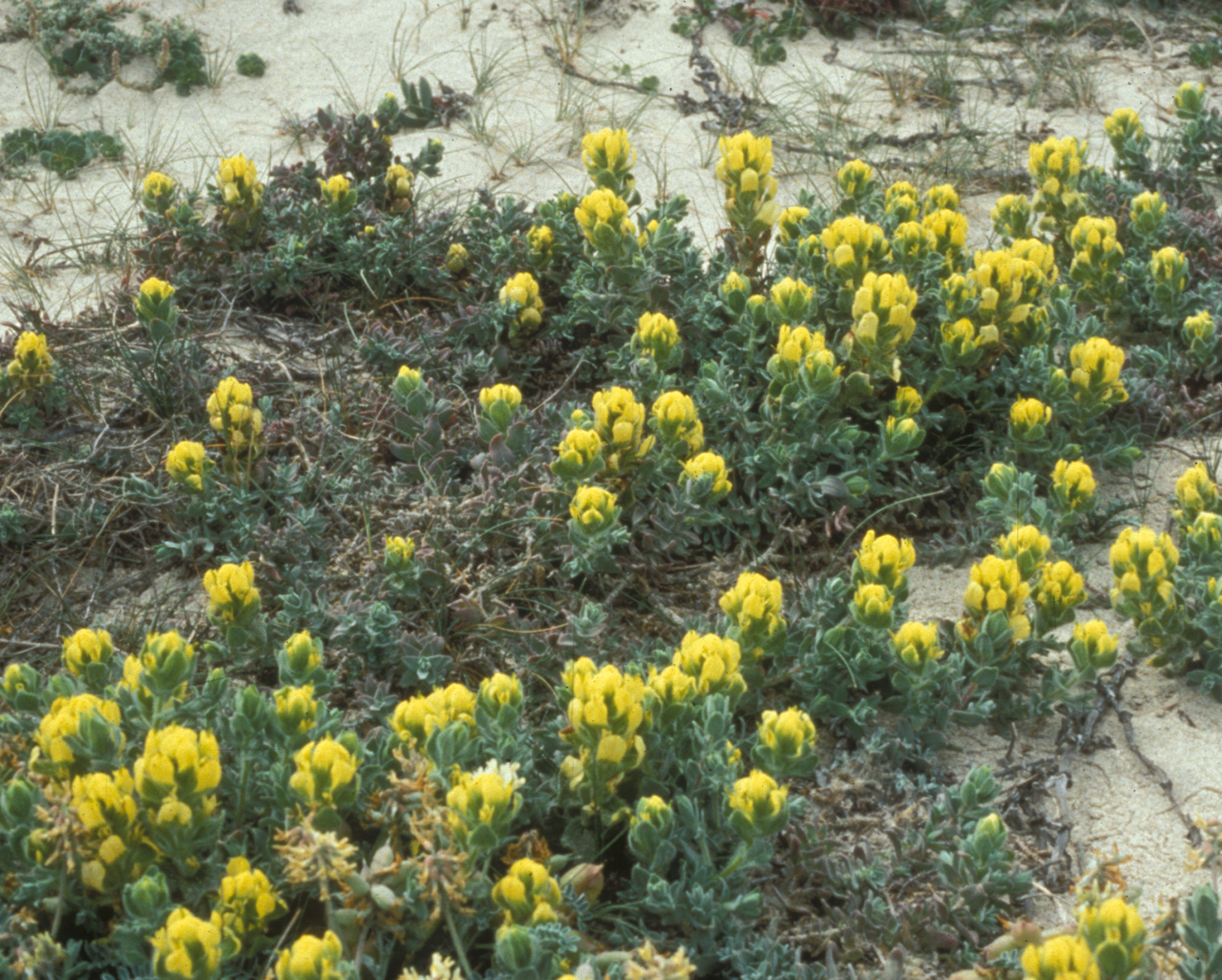
Castilleja mollis